# Cruzada das Crianças
A Cruzada das Crianças foi um conjunto de fatos, misturado com algumas fantasias, que ocorreram no ano de 1212. Dessa combinação resultaram vários relatos, com vários elementos em comum: um rapaz conduzindo um vasto grupo de crianças e jovens (De origem germânica) menores de idade marchando para o sul da Itália com o objetivo de libertar a Terra Santa (Jerusalém) e que culminam com a morte das crianças ou a sua venda para a escravatura (foram vendidas como escravos quando desembarcaram em Alexandria). Existem várias versões divergentes e os próprios fatos que deram origem às lendas continuam a ser debatidos pelos historiadores.

## Versão romanceada
As diversas histórias que chegaram aos tempos modernos sobre a Cruzada das Crianças giram em torno de eventos comuns. Um rapaz na França ou na Alemanha começou a espalhar que teria sido visitado por Jesus que, o teria instruído a liderar a próxima cruzada. Após uma série de milagres, juntou um considerável grupo de seguidores, incluindo, possivelmente, cerca de 20 mil crianças. Conduziu os seus seguidores em direção ao mar Mediterrâneo, onde as águas deveriam se abrir para eles poderem avançar até Jerusalém. Como isto não aconteceu, dois mercadores teriam oferecido sete barcos para levar tantas crianças quantas coubessem. As crianças foram então levadas para a Tunísia tendo morrido em naufrágios ou sido vendidas como escravos. Em alguns relatos, as crianças não teriam mesmo chegado ao Mediterrâneo, morrendo no caminho de fome e/ou exaustão.

## Pesquisa moderna

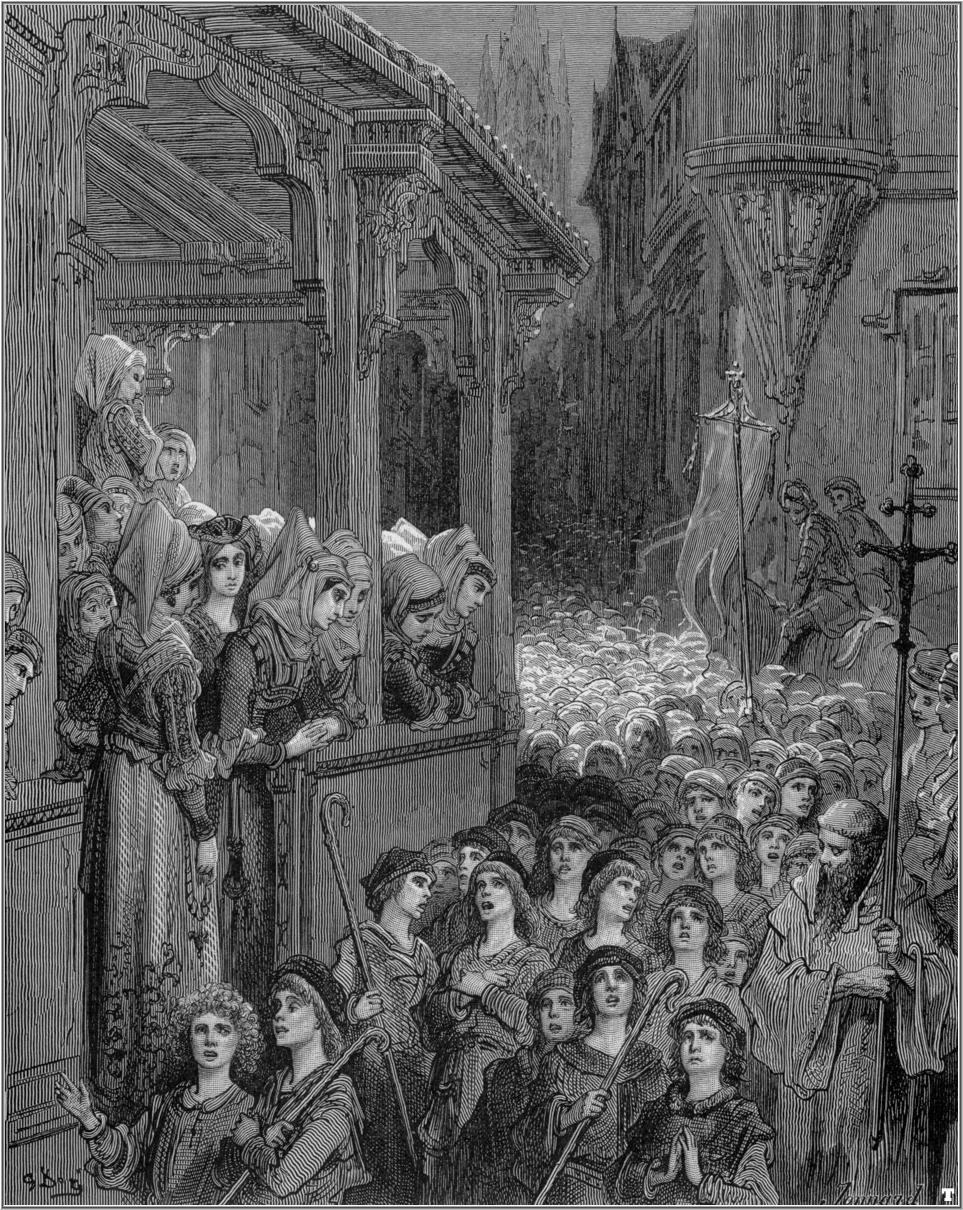
A Cruzada das Crianças, por Gustave Doré (1832-1883)

De acordo com os estudos dos historiadores, tiveram lugar em 1212 duas movimentações de pessoas, uma na França e outra na Alemanha. Algumas semelhanças entre as duas facilitaram que fossem mais tarde agrupadas como uma única história.
No primeiro movimento, Nicholas, um pastor de apenas 10 anos, da Alemanha, conduziu um grupo através dos Alpes até à Itália, na primavera de 1212. Cerca de 7 000 chegaram a Génova no final de agosto. No entanto, como as águas do Mediterrâneo não se afastaram para eles poderem passar como prometido, o grupo separou-se. Alguns regressaram para casa, outros teriam se dirigido a Roma e outros teriam viajado até Marselha, onde provavelmente foram vendidos como escravos. Poucos conseguiram regressar a casa e nenhum chegou à Terra Santa.
O segundo movimento foi conduzido por um "jovem pastor" de 12 anos chamado Estêvão de Cloyes que, em junho de 1212 afirmou ser portador de uma carta de Jesus para o rei da França. Tendo conseguido atrair uma multidão de mais de 30 000 pessoas, dirigiu-se para Saint-Denis onde foi visto a praticar milagres. Aí, teriam recebido de Filipe II da França, aconselhado pelos sábios da Universidade de Paris, ordens para dispersar, que a maioria teria seguido. Nenhuma das fontes contemporâneas aos eventos menciona planos para a multidão se dirigir a Jerusalém.